# Damernas turnering i volleyboll vid sydamerikanska spelen
Sydamerikanska spelen har haft en turnering i volleyboll för damlandslag sedan den första upplagan av spelen 1978. Turneringen sker, liksom själva spelen, vart fjärde år och organiseras av ODESUR. Dock ingick inte volleyboll i spelen under perioden 1986-2006.

## Upplagor
| Upplaga              | Upplaga           | Podium                    | Podium                    | Podium                    |                           |
| Säsong               | Värd              | Mästare                   | Tvåa                      | Trea                      |                           |
| -------------------- | ----------------- | ------------------------- | ------------------------- | ------------------------- | ------------------------- |
| 1978 mer information | La Paz            | Bolivia                   | Paraguay                  | -                         |                           |
| 1982 mer information | Rosario           | Peru                      | Brasilien                 | Argentina                 |                           |
| 1986-2006            | -                 | Ingen volleybollturnering | Ingen volleybollturnering | Ingen volleybollturnering | Ingen volleybollturnering |
| 2010 mer information | Medellín          | Brasilien                 | Argentina                 | Peru                      |                           |
| 2014 mer information | Santiago de Chile | Argentina                 | Chile                     | Brasilien                 |                           |
| 2018 mer information | Cochabamba        | Colombia                  | Argentina                 | Peru                      |                           |
| 2022 mer information | Asunción          | Peru                      | Argentina                 | Chile                     |                           |

## Medaljörer
| Pos. | Lag       | Guld | Silver | Brons | Totalt |
| ---- | --------- | ---- | ------ | ----- | ------ |
| 1    | Peru      | 2    | -      | 2     | 4      |
| 2    | Argentina | 1    | 3      | 1     | 5      |
| 3    | Brasilien | 1    | 1      | 1     | 3      |
| 4    | Bolivia   | 1    | -      | -     | 1      |
| 4    | Colombia  | 1    | -      | -     | 1      |
| 6    | Chile     | -    | -      | 2     | 2      |
| 7    | Paraguay  | -    | -      | 1     | 1      |